# Roar Uthaug
Roar Uthaug (ur. 25 sierpnia 1973 r. w Lørenskog) – norweski reżyser filmowy.
Od 2002 roku absolwent The Norwegian Filmschool (norw. Den Norske Filmskolen). Jego pracą dyplomową był film The Martin Administratin, który jako zaledwie drugi w historii studencki projekt był nominowany przez AMPAS (the Academy of Motion Pictures, Arts and Science) do nagrody Student Academy Award.
Uthaug zajmował się początkowo reżyserowaniem spotów reklamowych dla norweskiej telewizji, a także wideoklipów na zlecenie takich artystów muzycznych jak Gåte, Furia, Unni Wilhelmsen czy Vidar Busk.
Jego debiutancki film fabularny, horror Hotel zła (Fritt vilt), miał swoją premierę 13 października 2006 roku. Był to pierwszy w historii norweski slasher oraz film, który spotkał się z aprobatą tak norweskiej jak i światowej publiczności, a jednocześnie zdobył pozytywne recenzje krytyków. Doczekał się także sequela, Hotelu zła II, przy produkcji którego Uthaug wszak już nie pracował.
Najnowszym dziełem Roara Uthauga jest Tomb Raider (polska premiera 6 kwietnia 2018), na podstawie serii gier o tym samym tytule.